# Luigi Nocivelli
Luigi Nocivelli (Offlaga, 29 avril 1930 – Verolanuova, 19 décembre 2006) est un entrepreneur et un dirigeant d’entreprise italien. De 1988 à 2002, il a été membre du conseil d’administration de la Banca Lombarda.

## Biographie

### La jeunesse
Fils aîné des époux Angelo et Lina Nocivelli, Luigi Nocivelli est né à Offlaga dans la province de Brescia. En 1947, quelques jours avant ses derniers examens pour le diplôme de technicien industriel en électrotechnique, son père, lors d’un voyage vers Milan, assis sur la plateforme d’un des wagons, perd l’équilibre à cause d’une secousse et tombe du train, en se blessant grièvement. Ce sera Luigi, pendant la convalescence de ce dernier, qui va gérer le petit atelier électromécanique de la famille. Ce sont deux années très éprouvantes et incertaines, mais déterminantes dans la formation du caractère et de la personnalité de Luigi Nocivelli. Au début de l’année 1950, Angelo Nocivelli se rétablit et reprend le travail avec son fils. Luigi Nocivelli décide alors de poursuivre ses études et il s’inscrit à la faculté d’Économie et de Commerce de l’Université Bocconi de Milan. Un beau jour, il lit un article sur les stabilisateurs de tension, que Siemens avait étudiés mais jamais produits au niveau industriel, et il a une intuition. Ce composant permettrait une vision optimale de la télévision et, pour chaque appareil vendu, un stabilisateur serait nécessaire. Un marché potentiellement très large. L'atelier Nocivelli de Verolanuova commence son parcours : la production augmente rapidement et l’activité doit s’agrandir. En 1956, Luigi est enrôlé dans l’armée, mais même à la caserne il continue de penser au développement de l’atelier. Son objectif est de le transformer en une véritable usine électromécanique : peu de temps après la fin de son service, à la fin de l’année 1957, naît l’entreprise OCEAN de Verolanuova, pour Officina Costruzioni Elettriche Angelo Nocivelli.

### À l’apogée d’Ocean

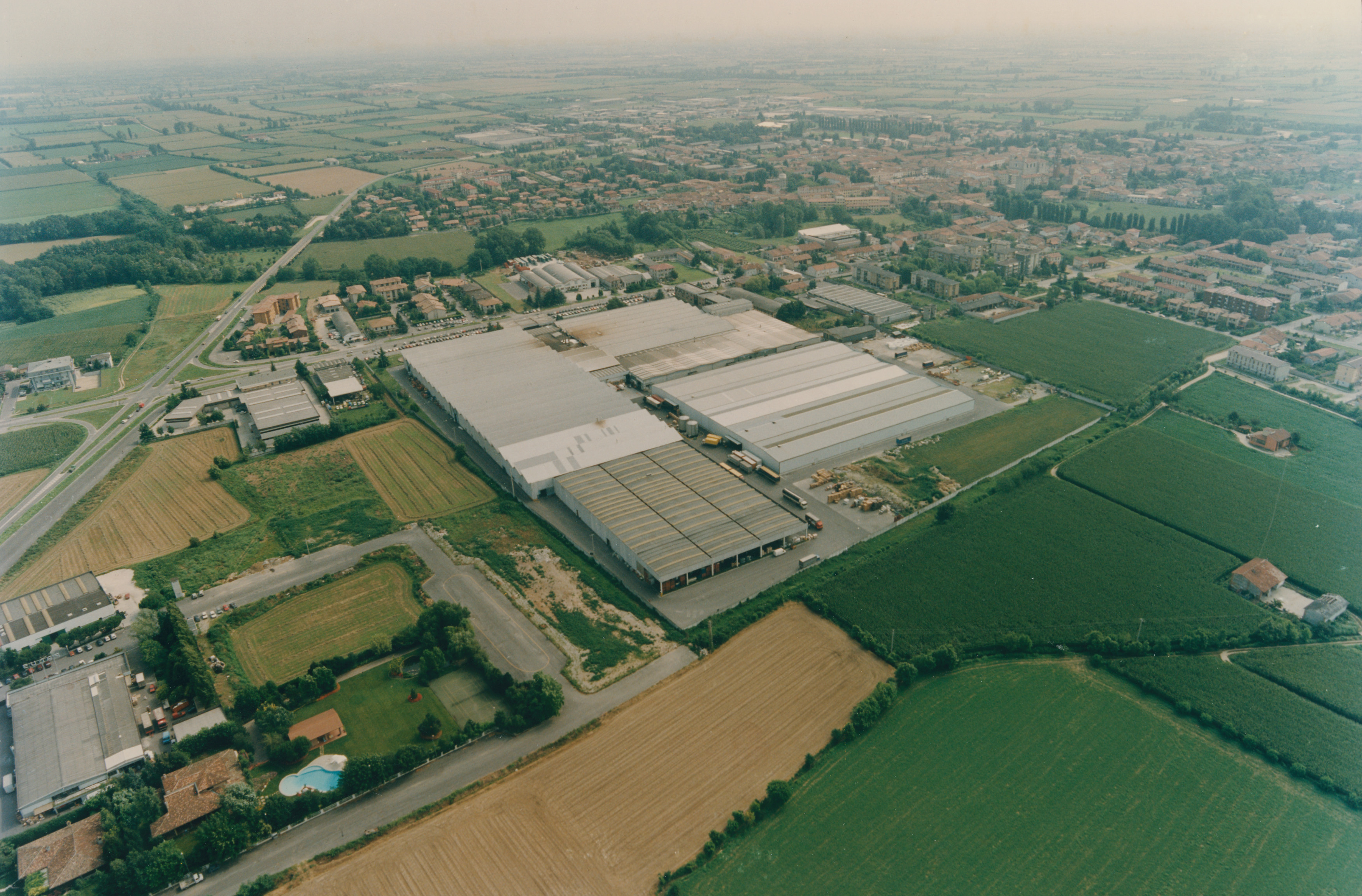
Usine Ocean de Verolanuova, Viale Europa

En 1958, Ocean est une entreprise florissante. Angelo et Luigi sont à la tête de l’entreprise mais sont aussi présents les autres enfants : Bruna, qui s’occupe de l’administration, et Gianfranco, qui se spécialise dans les relations commerciales et qui suivra son frère Luigi dans toutes les initiatives industrielles. Cependant, dans la seconde moitié de l’année, le marché des stabilisateurs s’effondre soudainement. Luigi Nocivelli ne se laisse pas abattre et prend cette difficulté comme une opportunité pour diversifier les activités commerciales de la famille. Il décide d’explorer le secteur des réfrigérateurs en forte expansion, un nouveau marché à l’époque. En 1959, c’est le début d’une première phase expérimentale, pour initier l’année suivante la production véritable du produit au sein de l’usine Ocean. L’usine s’agrandit pour faire face aux commandes qui dépassent 5 000 pièces.
En 1960, Luigi Nocivelli épouse Barbara Zarnetti et, en 1964, s’installe avec elle et leurs enfants au-dessus de la nouvelle usine Ocean de 10 000 m². Pendant ces années, l’entreprise connaît une période de grande expansion et dépasse les frontières nationales. Grâce à l’habileté de Luigi et Gianfranco, Ocean devient un des principaux producteurs européens de congélateurs pour le compte de tiers, avec une production qui atteint 250 000 pièces/an.
En 1969, la famille Nocivelli acquiert une usine à Pozzaglio pour la production de congélateurs verticaux à usage domestique, qui s’ajoute à l’usine historique de Viale Europa à Verolanuova.

### Le rêve de l’électromécanique italienne
Au début des années 1970, tandis qu’il suit la croissance d’Ocean, Luigi Nocivelli cultive le rêve de relancer l’électromécanique italienne au niveau international. Commence alors une campagne d’achat des actions d’Ercole Marelli avec l’objectif de faire gravir les échelons de cette entreprise qui, mieux que toute autre, peut représenter le potentiel italien dans ce secteur. Il entre dans le conseil d’administration en 1973 et, devient actionnaire majoritaire. Il en assume le contrôle en laissant à son frère, Gianfranco, la tâche de diriger Ocean.
Luigi met en œuvre un plan de restructuration pour redonner fierté et compétitivité à Marelli, en incarnant un style entrepreneurial caractérisé par le dévouement, la compétence et le caractère concret.
Il souhaite créer un système qui unirait les machines pour produire de l’énergie pour la transformer en électricité et la transporter aux consommateurs. Il élargit la gamme des produits et il met en œuvre ses compétences en matière de construction d’installations. Il entre sur le marché des lignes électriques et porte une attention particulière aux marchés étranger afin d’identifier les nouvelles opportunités et obtenir des contrats importants. Il mise, en outre, sur l’énergie nucléaire, qu’il considère comme fondamentale pour la croissance de son pays.
Sous la direction de Nocivelli, la société Ercole Marelli renforce sa position de manière significative, en enregistrant un chiffre d'affaires de près de 80 milliards de lires en 1974, avec une progression de 56 % par rapport à 1973. Cependant, le rêve de Luigi Nocivelli se heurte à un contexte complexe : la crise pétrolière, le blocage du plan énergétique, l’inflation, le chaos monétaire, le chômage et les réductions de salaires, le combat de l’armée et le terrorisme conduisent à l'effondrement du système national. Ercole Marelli est elle aussi mise en liquidation et Luigi Nocivelli quitte la direction du groupe électromécanique en 1981.

### L’empire électroménager

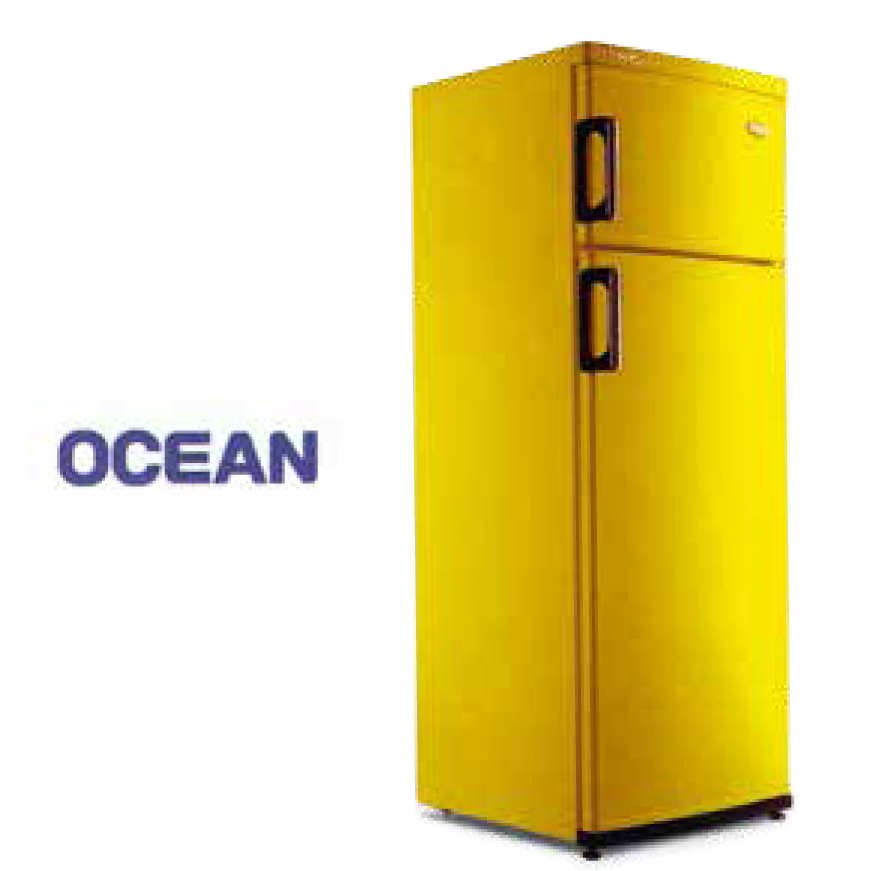
Réfrigérateur Ocean, gamme Sfera (années 1980)

Luigi rentre à Verolanuova pour se consacrer à plein temps au développement industriel de El.Fi. Elettrofinanziaria, la société que la famille Nocivelli a créée pour gérer les finances du groupe et les acquisitions futures. L'idée de Luigi était en effet de se développer surtout au niveau des lignes extérieures, avec l’objectif de transformer l'entreprise familiale en une réalité de premier plan dans le secteur de l’électroménager au niveau international.
À partir du début des années 1980, le flux d’acquisitions se poursuit. Les principales opérations de fusions et acquisitions sont listées ci-dessous :
- 1984 : Zanussi Climatizzazione à Bassano del Grappa, puis Ocean Idroclima, qui marque l’entrée dans le secteur des équipements ménagers.
- 1984 : Sangiorgio à La Spezia, active sur le marché du lavage.
- 1985 : Samet à Romano d'Ezzelino, qui s’occupe du segment de la cuisson.
- 1987 : Costan à Belluno, leader en Italie de la réfrigération commerciale, avec des filiales dans toute l’Europe. L’activité ne se place pas directement dans le secteur de la maison, mais il s’agit d’un domaine qui est cependant lié et est considéré par Luigi et Gianfranco comme une nouvelle opportunité intéressante.
- 1988 : Bonnet Réfrigération et Froid Satam Brandt, puis Bonnet Névé (France), acquises par le groupe Thomson et actives elles aussi dans le domaine de la réfrigération commerciale.
- 1988 : Filiberti Argo fabrique des produits complémentaires de ceux de Ocean Idroclima comme des chaudières, des radiateurs en fonte et de petits climatiseurs ménagers.
- 1989 : Chaffoteaux et Maury (France) produit des chaudières murales et des chauffe-eau électriques et à gaz.
- 1989 : Ofta, puis Domoservice (France), spécialisée dans l’entretien des installations de chauffage.
- 1991 : Filiberti Argo devient Sanyo Argo Clima à la suite d'une coentreprise avec les Japonais de Sanyo et Sumitomo.
- 1992 : Blomberg GmbH (Allemagne) qui produit des machines à laver haut de gamme et Elektra Bregenz (Autriche), toujours propriété de la famille Blomberg, qui fabrique des fours, des cuisinières et des plaques de cuisson.
- 1992 :  Thomson-Brandt (France), leader absolu sur le marché dans le secteur du gros électroménager, qui a acquis en 1999 Polar, une société polonaise, active dans le même secteur.
- 1999 : Cette année marque l'acquisition de la société anglaise George Barker, active dans le secteur de la réfrigération commerciale.

Chaque opération constitue une étape sur un chemin de croissance qui naît d’une philosophie de vie bien précise. Luigi Nocivelli s’efforce en effet à créer un grand système homogène, harmonieux et équilibré : il passe des congélateurs aux réfrigérateurs, et il se dédie ensuite à tous les domaines du secteur électroménager pour entrer dans les ménages et aider les familles à résoudre les problèmes pratiques de la vie quotidienne.
En moins de dix ans, Luigi, avec son frère Gianfranco, transforme la petite entreprise familiale en une des réalités industrielles européennes majeures dans le secteur de l’électroménager. En effet, à la fin de l’année 1993, El.Fi. est à la tête d’un important groupe leader dans le secteur de l’électroménager et actif en second lieu également sur le marché de la réfrigération industrielle, du chauffage et de la climatisation, pour un chiffre d'affaires global de près de 3 500 milliards de lires et 14 000 employés.

### Le dernier projet
L’orientation stratégique des frères Nocivelli subit une modification : ils décident de concentrer leurs activités dans les secteurs de l’électroménager et de la réfrigération commerciale, en abandonnant le chauffage et la climatisation.
Luigi Nocivelli poursuit un projet qu’il a en tête depuis l’époque de Marelli : créer un système cohérent et intégré de multinationales qui communiquent entre elles et se complètent mutuellement en diversifiant les risques et en optimisant les bénéfices. Les acquisitions des vingt années précédentes visaient à construire le pôle européen de l’électroménager pour entrer dans les ménages du plus grand nombre de consommateurs possibles et être présents en même temps sur le front de la réfrigération, la cuisson et le lavage. L’unique pièce qui manque encore à son projet, c’est le petit électroménager.
Moulinex pourrait constituer le chaînon manquant. Bien qu’il s’agisse d’une entreprise très importante et renommée, elle est en difficulté, protégée par l’État et par les grandes banques et donc peu transparente et difficile à évaluer. Luigi Nocivelli décide d’en acquérir une petite partie pour commencer à tâter le terrain. Pendant cette période, il fait face à des problèmes de santé dus à une forme tumorale à l’intestin et il doit être opéré.
En 2000, le groupe français poursuit son ascension. L’objectif est de faire évaluer Moulinex et Brandt, adapter les sociétés et procéder à une fusion. Il requiert un audit préalable approfondi toutefois, lorsque les Français s’y opposent, il abandonne le projet d’enquêter et signe la lettre d’intention préalable pour la fusion. Une fois l’accord mis au point à la fin de l’année, Luigi présente un plan de redressement sur trois ans qui propose d’atteindre un chiffre d’affaires de 6 000 milliards d’euros. Le programme prévoit le licenciement d’environ 2 000 employés et confirme le maintien de toutes les usines de production, qui nécessitent toutefois des investissements pour leur modernisation.
Luigi décide de céder la gestion aux Français et il se limite à agir comme un actionnaire de référence en laissant le conseil agir en accord avec les banques. En avril, 1 500 employés sont licenciés et trois usines sont fermées. Au cours des mois suivants, la direction procède à la fermeture d’autres sites et licencie de nouveau du personnel. La situation empire, les banques françaises coupent les lignes de crédit et, en septembre 2001, le PDG Patrick Puy présente au tribunal les livres de comptabilité.
Les répercussions de la crise sont très violentes, y compris dans la famille Nocivelli : les deux frères qui, pendant toute leur vie, avaient travaillé ensemble, s’éloignent.
Luigi s’efforce de reprendre une vie normale. Il se consacre au procès devant le tribunal français et il se remet au travail. Il souhaite recommencer rapidement avec une nouvelle initiative entrepreneuriale et réaffirmer son honnêteté et sa valeur comme individu avant tout, et comme industriel ensuite.
Le procès se poursuit et en 2004, Pierre Blayau, le PDG de Moulinex présent avant la fusion avec Brandt, est accusé de détournement de fonds, banqueroute et établissement de faux bilans. Patrick Puy, le PDG de Moulinex-Brandt, est également mis en examen ainsi que cinq autres hauts dirigeants pour les mêmes motifs. Pour leur part, Luigi et Gianfranco doivent répondre des fonds manquants de Brandt, mais ils n’ont pas de difficultés à affirmer que ceux-ci avaient servi à la réadaptation des deux entreprises préalablement à la fusion. C’est une victoire importante pour la famille Nocivelli, qui sera complètement acquittée à la fin du procès, le 12 février 2015.

### La renaissance

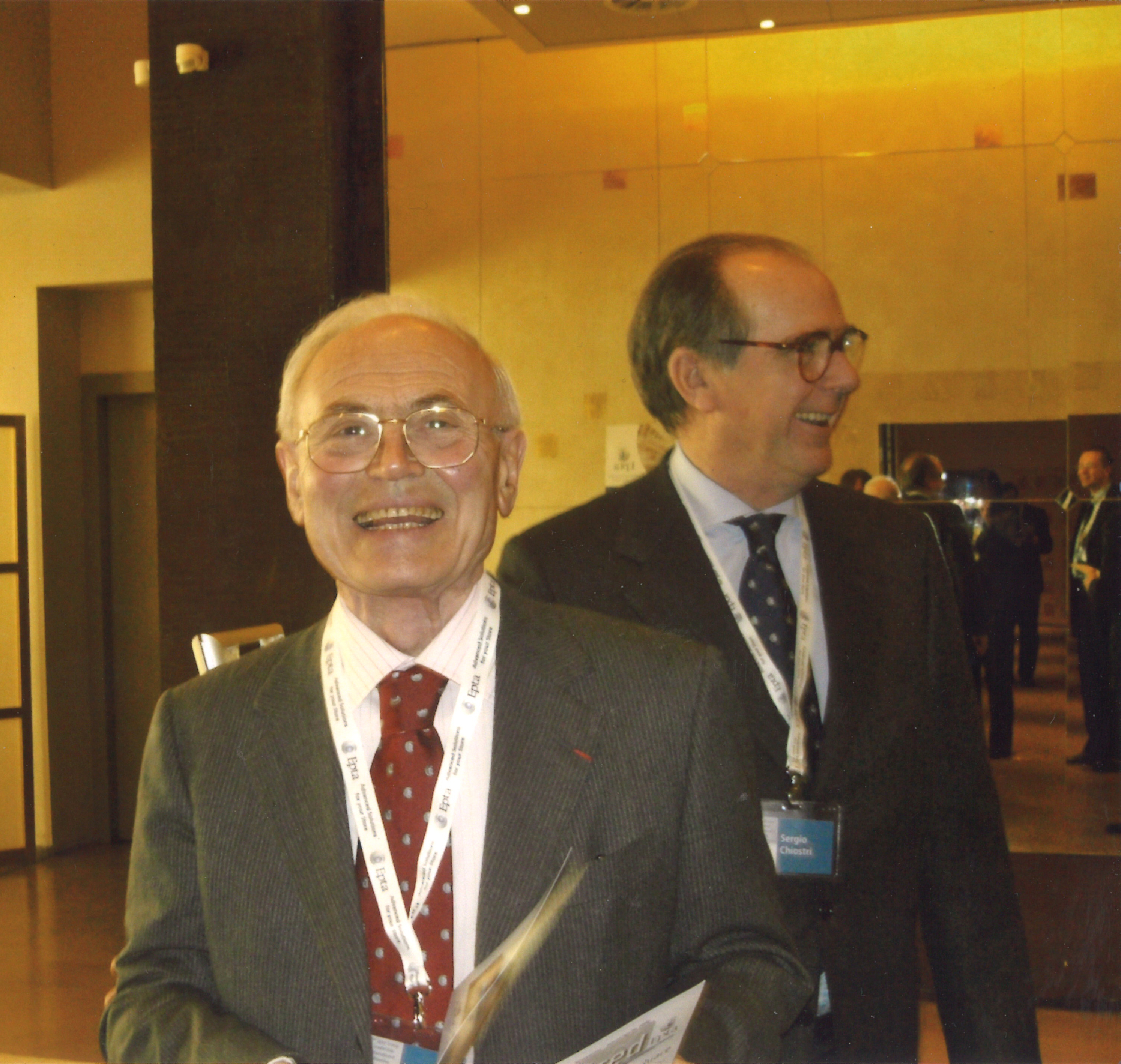
Luigi Nocivelli et Sergio Chiostri

À partir de 2002, il devient clair que El.Fi. ne peut pas renaître dans son ensemble. Il faut garder en vie les branches saines et repartir de celles-ci : Luigi et Gianfranco séparent le secteur de la climatisation de la réfrigération.
Paolo Nocivelli, le fils de Gianfranco, prend en charge la gestion d’Argo. La réfrigération commerciale reste à Luigi et à son fils Marco, qui était déjà administrateur délégué de Costan.
Luigi travaille sur les lignes de développement stratégique de la société : il imagine qu’à partir de Costan, Bonnet Névé et George Barker puisse naître un groupe vaste et structuré, qui développe à 360° le secteur de la réfrigération commerciale. En rejetant certaines erreurs du passé, il reconstruit son image d’entrepreneur, en cherchant à se corriger et à s’améliorer.
Sur le marché du froid, les entreprises d’El.Fi. étaient autonomes et il existait seulement une coordination financière. Désormais, un modèle alternatif sur lequel fonder la nouvelle réalité est choisi. Luigi l’appelle Epta, en mettant au centre de cette initiative la valeur symbolique de la famille, composée de sept enfants. Une holding opérationnelle est créée avec un siège à Milan ; Luigi Nocivelli est le président, Sergio Chiostri, ami et conseiller digne de confiance, assume la charge d’administrateur délégué. Le démarrage en 2003 est lent, mais la tendance s’inverse rapidement. Luigi, qui avait toujours été à la tête d’un réseau éparpillé d’entreprises autonomes, gouverne à présent un système centralisé qui fonde sa solidité sur l’ampleur de l
a base du groupe et la diversification du risque, en opérant sur différents marchés et différentes zones géographiques.
Malgré la découverte en 2004 de la présence d’un mésothéliome, une forme tumorale dans les poumons, Luigi Nocivelli reste un homme actif et déterminé et il suivra toujours avec attention la croissance d’Epta, jusqu’à sa mort, survenue en décembre 2006. La société Epta de Luigi Nocivelli est aujourd’hui dirigée par son fils Marco Nocivelli et elle présente un chiffre d’affaires de plus de 800 millions en 2016, 4 000 employés, une présence commerciale dans 35 pays et 200 000 unités produites/an.

## «Pas uniquement un entrepreneur»

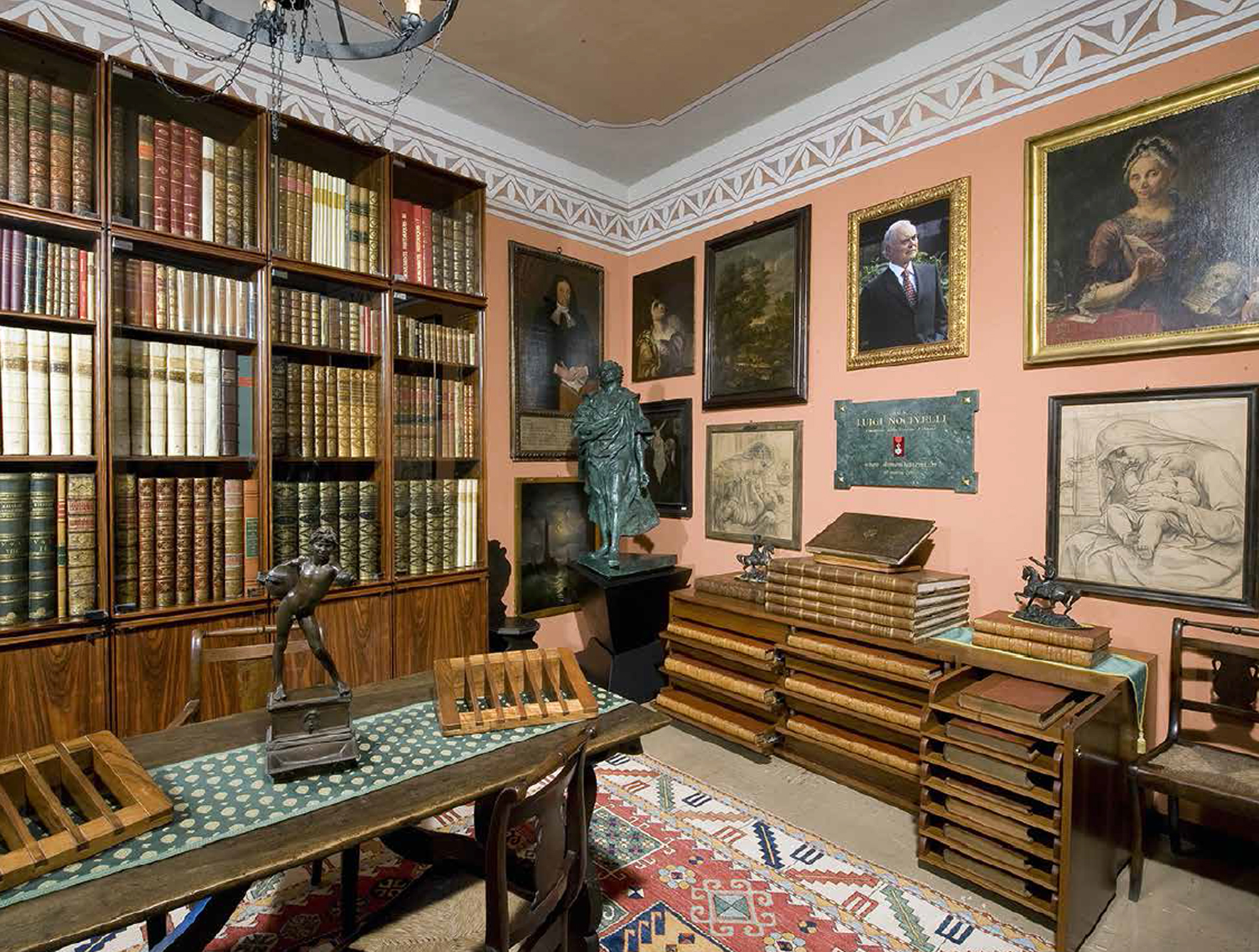
La Sala Nocivelli de la fondation Ugo da Como

Depuis son enfance, Luigi Nocivelli a toujours recherché l’ordre, l’équilibre et l’harmonie. Il aime la terre et l’agriculture et il a eu plusieurs propriétés, parmi lesquelles un grand domaine en Toscane, dans le Chianti classique, où il se passionne pour l'œnologie et commence la production du Chianti classique Nocivelli. Vers la fin de sa vie, il se réfugie souvent dans la campagne de Pommeraux, près de Chambord, où il possède une entreprise agricole.
Une autre de ses passions concerne la littérature et les classiques. À la fin des années 1980, il se découvre une passion de collectionneur et sa bibliothèque s’enrichit rapidement de pièces rares disponibles aujourd’hui auprès de la fondation Ugo da Como. Au fil des années, elle devient un des principaux fonds privés italiens.
Il aime la beauté mais il ressent également un profond sens éthique de restitution au territoire de ce qu’il a reçu de la vie. Il souhaite, en outre, laisser une trace et faire en sorte que son passage ne soit pas oublié.
C’est pourquoi il assure la promotion de projets en faveur de la communauté et il se consacre à la valorisation des monuments les plus importants des lieux où il a vécu, comme la cathédrale de Verolanuova, dont il finance les restaurations.
À partir des années 1980, il prend contact avec le FAI, le fonds pour l’environnement italien, et il en devient conseiller. Il participe à de multiples initiatives promues par cette fondation : un engagement concret, qui naît de sa volonté de se consacrer à la conservation du patrimoine culturel italien et du désir de le rendre accessible à tous.
À la fin des années 1990, toutes ces expériences convergent en un nouveau grand projet au cœur de Verolanuova : le parc public auquel est donné le nom de ses parents « Angelo et Lina Nocivelli ».
En 2009, sa veuve Barbara a institué en sa mémoire le Premio Nocivelli, un prix d’exposition culturelle pour la promotion de l’art contemporain, dont Nocivelli était un passionné.
En 2016-2017, en souvenir de Luigi Nocivelli, grand ami et soutien du FAI, la famille a contribué à la restauration des façades et de l'arcade de l'Abbaye San Fruttuoso de Capodimonte, un des biens artistiques et architecturaux protégés par le fonds pour l’environnement italien.

## Titres honorifiques
- Chevalier de la Légion d'honneur - — siège du ministère de la Coopération à Paris, 13 juillet 1998[11]